# Scauniperga

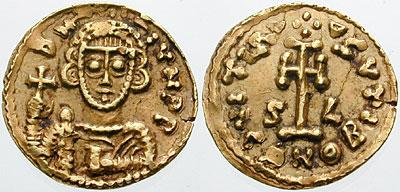
En tremissis av Liutprand, utgiven under Scaunipergas regeringstid.

Scauniperga, död efter 756, var en italiensk regent. Hon var regent i hertigdömet Benevento från 751 till 756 som förmyndare för sin minderårige son hertig Liutprand av Benevento. 
Scauniperga var gift med hertig Gisulf II, och blev ordförande för förmyndarrådet för sin son och hertigdömets regent när hennes son efterträdde maken som hertig år 751. Hon signerade sig med sitt namn före sonen och med titeln hertig under sin regeringstid. Hon stödde kung Aistulf genom att stödja hans överhöghet som kung och gjorde därmed formellt Benevento till en vasallstat. 